# Lizzie Armanto
Elizabeth «Lizzie» Marika Armanto (26 de gener de 1993) és una skater professional amb doble ciutadania estatunidenca i finesa.
Armanto és filla de pare finlandès i mare nord-americana, i és originària de Santa Monica, Califòrnia. Va començar a patinar el 2007 amb el seu germà petit i de seguida es va aficionar a les rampes i els bowls. Els anys 2010-2012, va guanyar la Copa del Món de Monopatinatge. Armanto ha guanyat més de 30 competicions al llarg de la seva carrera. El 2013, va guanyar l'or al primer Women's Skateboard Park dels X Games a Barcelona, i també va guanyar el Van Doren Invitational a Huntington Beach el 2014. L'any 2018, es va convertir en la primera dona a completar The Loop, una rampa de 360 graus. El gener de 2019, Armanto va manifestar que s'incorporaria a la selecció finlandesa de patinatge i que la representaria als Jocs Olímpics d'estiu de Tòquio 2020.
Lizzie Armanto apareix com a personatge als videojocs Tony Hawk Shred Session i Tony Hawk Pro Skater 5.